# Pareronia nishiyamai
Pareronia nishiyamai är en fjärilsart som beskrevs av Osamu Yata 1981. Pareronia nishiyamai ingår i släktet Pareronia och familjen vitfjärilar. Inga underarter finns listade i Catalogue of Life.